# Concetta Russino
Concetta Russino (* im 20. Jahrhundert) ist eine italienische Filmschauspielerin.
Concetta Russino spielte 1985 in Carlo Vanzinas Ferien in Amerika mit, gefolgt von der Michael-Ende-Buchverfilmung Momo, bei dem sie die Wirtin „Liliana“ verkörperte. 1990 spielte sie in Am Ende des Tages der Regisseurin Francesca Archibugi mit. Als Filmschauspielerin war sie nur sechs Jahre aktiv.

## Filmografie
- 1985: Ferien in Amerika (Vacanze in America)
- 1986: Momo
- 1989: Classe di ferro (Fernsehserie, eine Folge)
- 1990: Am Ende des Tages (Verso Sera)